# Agathophora alopecuroides
Agathophora alopecuroides là loài thực vật có hoa thuộc họ Dền. Loài này được (Moq.) Bunge mô tả khoa học đầu tiên năm 1862.